# Take Cover
A Take Cover az amerikai Queensrÿche együttes 2007-ben megjelent feldolgozás albuma. A lemezen a zenekar olyan előadók számait formálta a saját képére, mint a Pink Floyd, a Black Sabbath, a The Police, a U2, Peter Gabriel, vagy a Queen többek között. Kislemezként a Pink Floyd Welcome to the Machine-jét adták ki. A lemezből az első héten 5500 darab kelt el, így a Billboard listáján a 173. helyen nyitott. 
Ez volt az utolsó  Queensrÿche kiadvány melyen még szerepelt Mike Stone gitáros.

## Számlista
1. "Welcome to the Machine" (Pink Floyd) - 4:54
2. "Heaven on Their Minds"  (Andrew Lloyd Webber & Tim Rice) - 4:54
3. "Almost Cut My Hair"  (Crosby, Stills, Nash & Young) - 4:18
4. "For What It's Worth"  (Buffalo Springfield) - 2:53
5. "For the Love of Money"  (The O'Jays) - 4:58
6. "Innuendo"  (Queen) - 6:11
7. "Neon Knights"  (Black Sabbath) - 3:41
8. "Synchronicity II"  (The Police) - 4:55
9. "Red Rain"  (Peter Gabriel) - 4:39
10. "Odissea"  (Carlo Marrale & Cheope) - 3:51
11. "Bullet the Blue Sky (koncertfelvétel)"  (U2) - 10:26

## Közreműködők
- Geoff Tate - Ének
- Michael Wilton - Gitár
- Mike Stone - Gitár
- Eddie Jackson - Basszusgitár
- Scott Rockenfield - Dob